# Johann Friedrich Henckel
Johann Friedrich Henckel (auch in der Schreibweise Henkel vorkommend) (* 1. August 1678 in Merseburg; † 26. Januar 1744 in Freiberg) war deutscher Arzt, Mineraloge, Metallurg und Chemiker. Henckel erteilte seit 1733 in einem Freiberger Laboratorium chemisch-metallurgischen Unterricht. Zu Henckels bekanntesten Schülern zählten der russische Universalgelehrte Michail Wassiljewitsch Lomonossow und dessen Freund und Kommilitone Dmitri Iwanowitsch Winogradow, der Erfinder des russischen Hartporzellans. Henckels Laboratorium und seine Lehrsammlung bildeten eine der Keimzellen der Bergakademie Freiberg.

## Leben und Wirken
Henckel studierte ab 1698 in Jena zuerst Theologie und anschließend Medizin. Im Jahre 1709 ließ er sich in Dresden als Arzt nieder. Im Jahre 1711 wurde er promoviert. Ab 1712 wechselte er nach Freiberg. Von 1718 bis 1723 war er dort als Arzt tätig. Zu dieser Zeit beschäftigte er sich jedoch schon in steigendem Maße mit mineralogischen und chemischen Untersuchungen. Im Jahre 1726 wurde Henckel als auswärtiges Mitglied in die Preußische Akademie der Wissenschaften und am 22. Oktober 1728 mit dem akademischen Beinamen Archagatus als Mitglied (Matrikel-Nr. 406) in die Leopoldina aufgenommen.

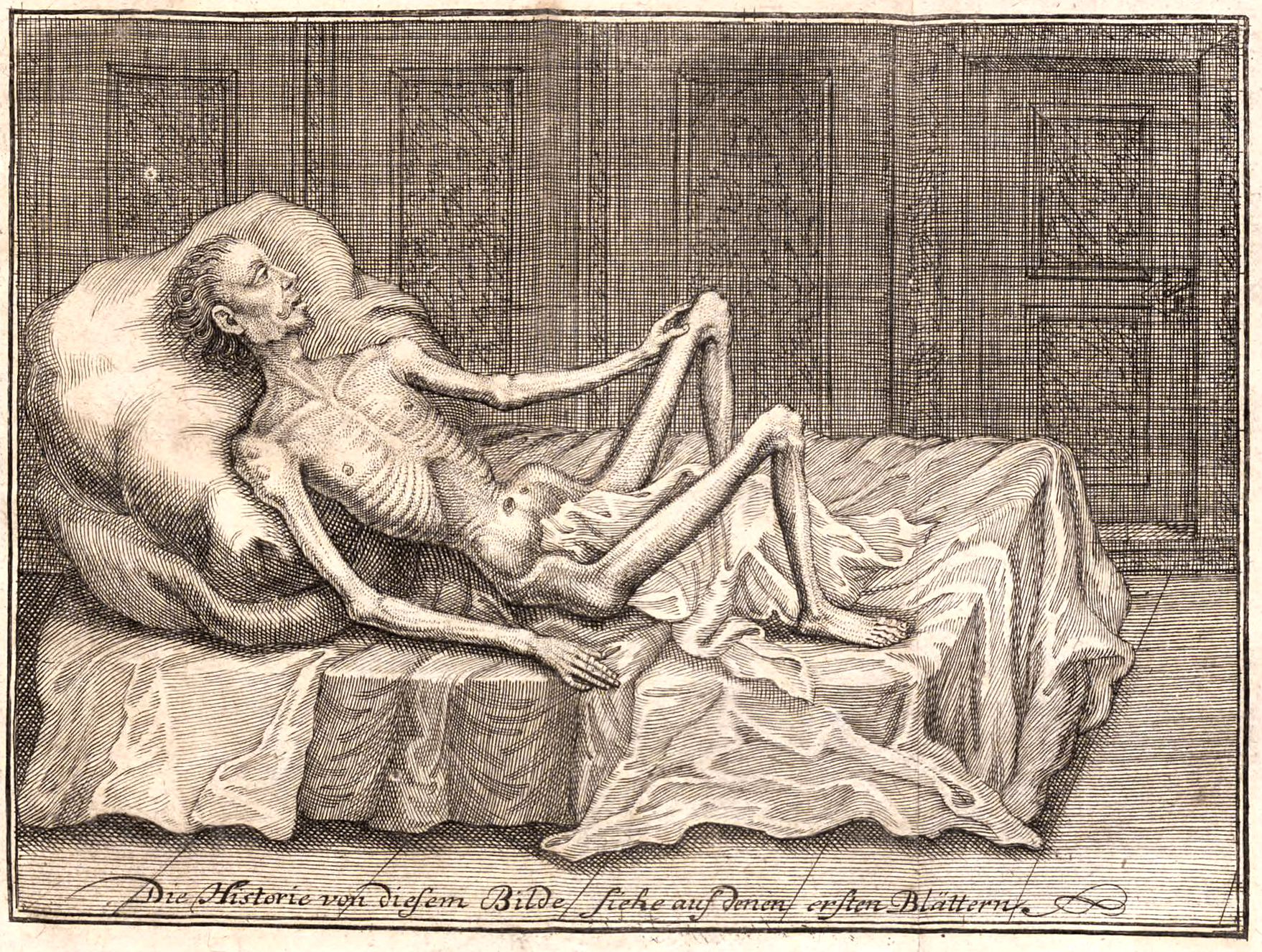
Der 1532 an „Schwindsucht“ in Brix verstorbene „Hanß Barwierer“ in Henckels Traktat von 1745 Von der Bergsucht ...;
Kupferstich des Brixer Malers Joachim Moler

Nachdem Henckel 1730 nach Dresden zurückgekehrt war, wurde er im Jahre 1732 zum Bergrat ernannt. Gleichzeitig erhielt er den Auftrag zur mineralogischen Landesuntersuchung.
Ab dem Jahre 1737 arbeitete er als Assessor am Freiberger Oberbergamt.
In Freiberg schuf Henckel gemeinsam mit Christlieb Ehregott Gellert die Grundlagen für eine Lehrsammlung, um damit seine mineralogisch-chemische Lehrunterweisung anschaulicher und begreifbarer zu machen. Diese Lehrsammlung ist in die heutigen Bestände der Geowissenschaftlichen Sammlungen in der Fakultät Geowissenschaften, Geotechnik und Bergbau der Technischen Universität Bergakademie Freiberg eingegangen.
Henckel entwickelte sich zum Experten für Tuberkulose und Bleikrankheit und gilt als einer der wichtigsten Förderer der chemischen Mineralogie Anfang des 18. Jahrhunderts.
Er stand u. a. im wissenschaftlichen Briefwechsel mit dem Bergrat Balthasar Friedrich Hartung.

## Werke (Auswahl)
- Giesshübelium Redivivum, Der wiederlebende Berg-Gießhübel..., Freiberg 1729 (Digitalisat)
- Von der Bergsucht und Hüttenkatze, Dresden/Freiberg 1745 (Digitalisat)
- Flora Saturnizans: die Verwandtschaft  der Pflanzen- mit dem Mineralreich, Leipzig 1755 (Digitalisat)
- Kleine Minerologische und Chymische Schriften, Dresden/Leipzig 1756 (Digitalisat)